# Daria Bilodid
Daria Bilodid (en ucraniano: Дарья Білодід; Kiev, 10 de octubre de 2000) es una deportista ucraniana que compite en judo. Es hija del judoka Hennadi Bilodid.
Participó en dos Juegos Olímpicos de Verano, en los años 2020 y 2024, obteniendo una medalla de bronce en Tokio 2020, en la categoría de –48 kg. En los Juegos Europeos de Minsk 2019 obtuvo una medalla de oro en la misma categoría.
Ganó dos medallas de oro en el Campeonato Mundial de Judo, en los años 2018 y 2019, y cuatro medallas en el Campeonato Europeo de Judo, entre los años 2017 y 2024.

## Palmarés internacional
| Juegos Olímpicos   | Juegos Olímpicos    | Juegos Olímpicos  | Juegos Olímpicos |
| Año                | Lugar               | Medalla           | Categoría        |
| ------------------ | ------------------- | ----------------- | ---------------- |
| 2020               | Tokio (Japón)       | Medalla de bronce | –48 kg           |
| Campeonato Mundial |                     |                   |                  |
| Año                | Lugar               | Medalla           | Categoría        |
| 2018               | Bakú (Azerbaiyán)   | Medalla de oro    | –48 kg           |
| 2019               | Tokio (Japón)       | Medalla de oro    | –48 kg           |
| Juegos Europeos    |                     |                   |                  |
| Año                | Lugar               | Medalla           | Categoría        |
| 2019               | Minsk (Bielorrusia) | Medalla de oro    | –48 kg           |
| Campeonato Europeo |                     |                   |                  |
| Año                | Lugar               | Medalla           | Categoría        |
| 2017               | Varsovia (Polonia)  | Medalla de oro    | –48 kg           |
| 2019               | Minsk (Bielorrusia) | Medalla de oro    | –48 kg           |
| 2021               | Lisboa (Portugal)   | Medalla de plata  | –48 kg           |
| 2024               | Zagreb (Croacia)    | Medalla de oro    | –57 kg           |